# ديفيد راسيل جاك
ديفيد راسيل جاك هو كاتب كندي، ولد في 5 مايو 1864، وتوفي في 2 ديسمبر 1913.